# Museo Gustave Moreau
El Museo Gustave Moreau es un museo nacional  situado en el número 14 de la rue de La Rochefoucauld, en el distrito IX de París, en el antiguo estudio del pintor simbolista Gustave Moreau, legado por el artista al Estado francés en 1897 para conservar y presentar su obra.
El museo cuenta con un total de aproximadamente 14 000 obras. Se expone la mayor parte de su colección de estudio, que incluye casi 850 de sus pinturas y caricaturas, 350 de sus acuarelas, más de 13 000 dibujos y calcos y 15 esculturas de cera.
El apartamento del pintor se restauró a su estado original y se abrió al público en 1991. También se puede visitar la sala de recepción, restaurada en 2003.
El museo fue renovado y reabierto en 2015 tras un año de trabajos que incluyeron la restauración de la planta baja a su estado original, la creación de salas de almacenamiento y un gabinete de arte gráfico.

## Historia

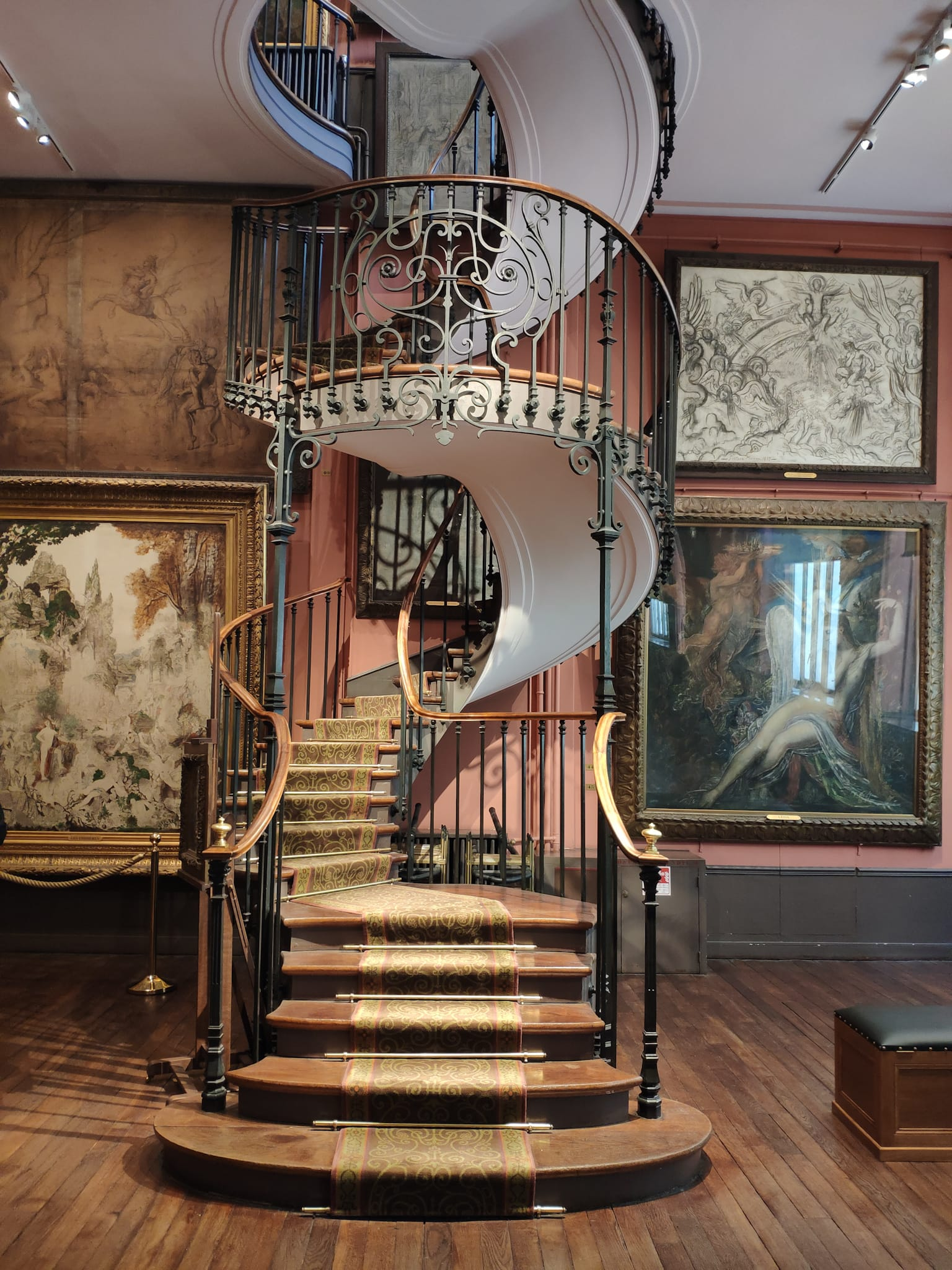
Escalera del museo vista desde la primera planta.

El maestro de Gustave Moreau, François-Édouard Picot, había instalado su estudio en la residencia del número 34 de la calle de La Rochefoucauld, en el corazón de la Nueva Atenas, donde todos los escritores y artistas querían vivir, en la ladera sur de la colina de Montmartre. Fue en este barrio artístico donde los padres de Gustave compraron en 1852 una casa-estudio en el número 14 de la calle de La Rochefoucauld, a nombre de su hijo, donde se instaló toda la familia Moreau. El hotel se amplió en 1896 y se elevó una planta, exponiendo Gustave sus mejores cuadros en los estudios de la segunda y tercera planta y manteniendo el apartamento de sus padres en la primera.
Es en este lugar que Gustave Moreau vivió y trabajó hasta su muerte.
El 10 de septiembre de 1897, decidió legar tanto el edificio como lo que contenía, pinturas, dibujos, caricaturas, con la condición expresa, como escribió en su testamento, de "conservar siempre esta colección [...] o al menos durante el mayor tiempo posible, conservando este carácter global que permitirá ver siempre la cantidad de trabajo y esfuerzo que el artista puso en ella durante su vida".
Gustave Moreau murió el 18 de abril de 1898. Su legatario universal, el poeta Henri Rupp (1837-1918), siguió desarrollando el museo. El Estado aceptó finalmente la donación de Gustave Moreau en 1902, con la condición de que Henri Rupp legara una importante suma de dinero para el mantenimiento del museo.
El museo abrió sus puertas al público el 14 de enero de 1903. Georges Rouault fue el primer conservador hasta su dimisión en 1922. El pintor George Desvallières le relevó en 1930. El museo está dirigido desde 2002 por Marie-Cécile Forest.
En el marco del plan museístico 2011-2014 iniciado por el ministro de Cultura Frédéric Mitterrand (2,5 millones de euros), el museo fue renovado: se restauró la planta baja a su estado original, se crearon depósitos y el gabinete de arte gráfico. Marie-Cécile Forest esperaba atraer al menos 5000 visitantes más de los 40 000 que recibe el museo cada año.
En 2017, el museo forma parte de un establecimiento público nacional de carácter administrativo bajo la supervisión del Ministro de Cultura dedicado a los museos nacionales Jean-Jacques Henner y Gustave Moreau.

## Descripción

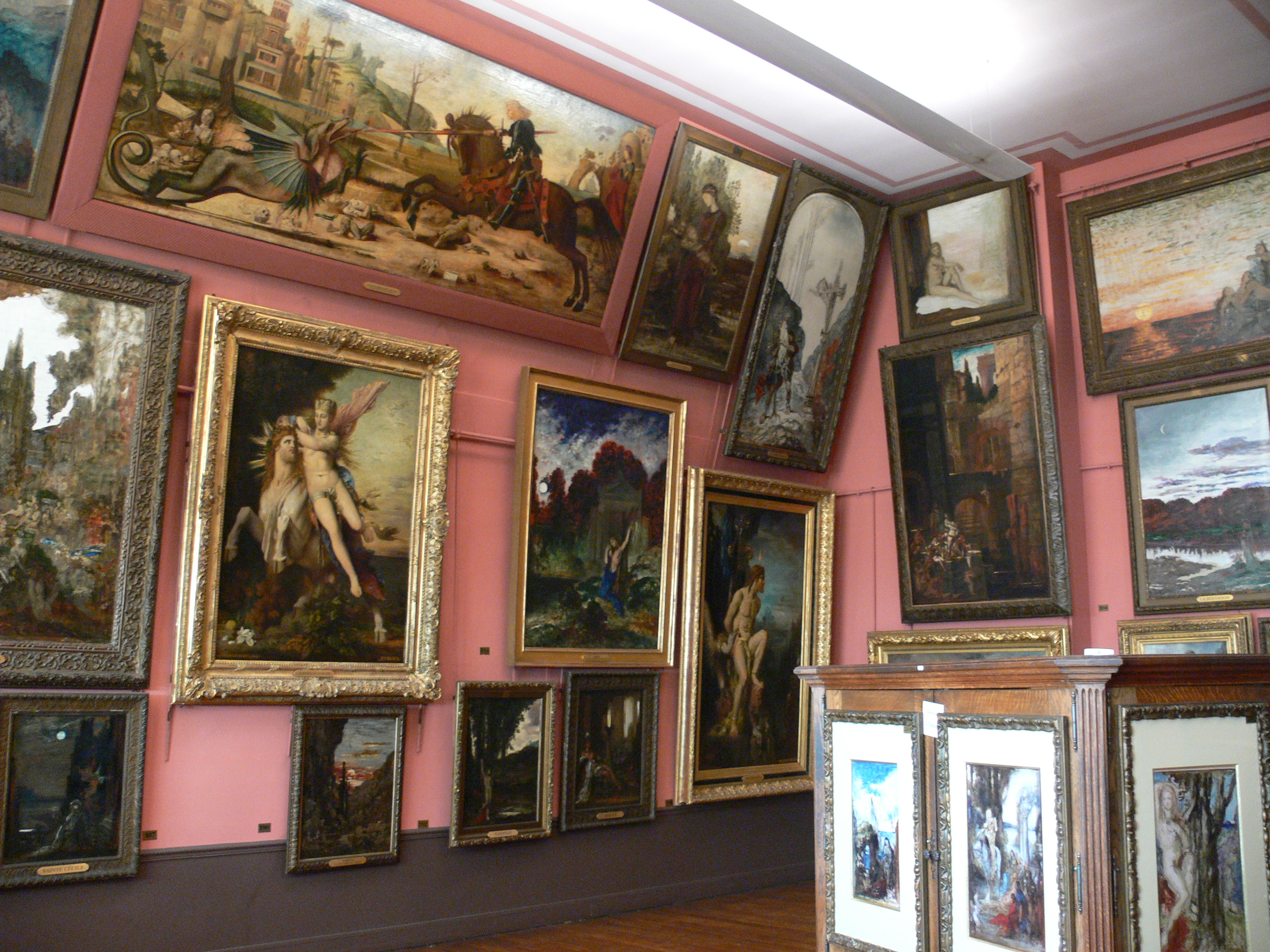
Interior del Museo Gustave-Moreau

El edificio tiene tres plantas. De las seis pequeñas salas de la planta baja que dan a un pequeño jardín, cuatro están llenas de dibujos y bocetos, uno de los cuales está dedicado a los maestros italianos. El apartamento de la primera planta recuerda las estancias (un comedor, un dormitorio, un tocador y un pasillo, así como un despacho-biblioteca) de la que fue la casa de los Moreau. En la segunda planta hay una gran sala de estudio y en la tercera hay dos salas más pequeñas con formatos más grandes. La colección incluye cerca de 1200 pinturas (en su mayoría bocetos u obras inacabadas), pasteles o acuarelas, 4830 dibujos guardados en armarios y gabinetes con persianas pivotantes y grandes números de inventario, dibujados por el propio Moreau, y cerca de 5000 dibujos (7800 en reserva).
Entre las obras expuestas se destacan Júpiter y Sémélé (1895), las Quimeras (1884), el Regreso de los Argonautes (1891-1897).
También hay algunas obras de otros artistas: un Retrato de Gustave Moreau de Edgar Degas, otro de Gustave Ricard, un Retrato de Pauline Moreau -la madre del pintor- de Jules-Elie Delaunay, y una Naturaleza muerta del pintor flamenco Jan Fyt.

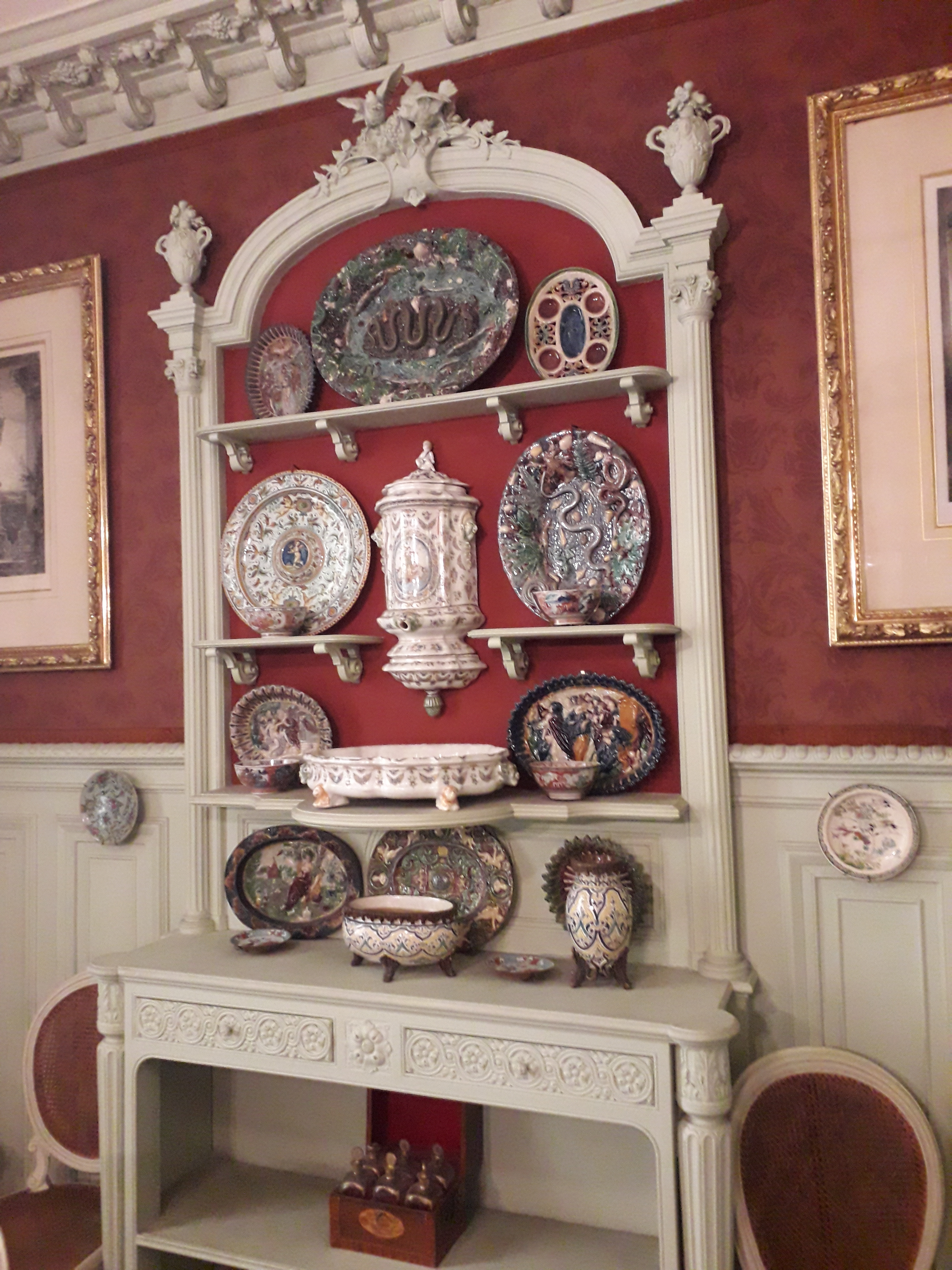
Primer piso, comedor, Museo Gustave Moreau.
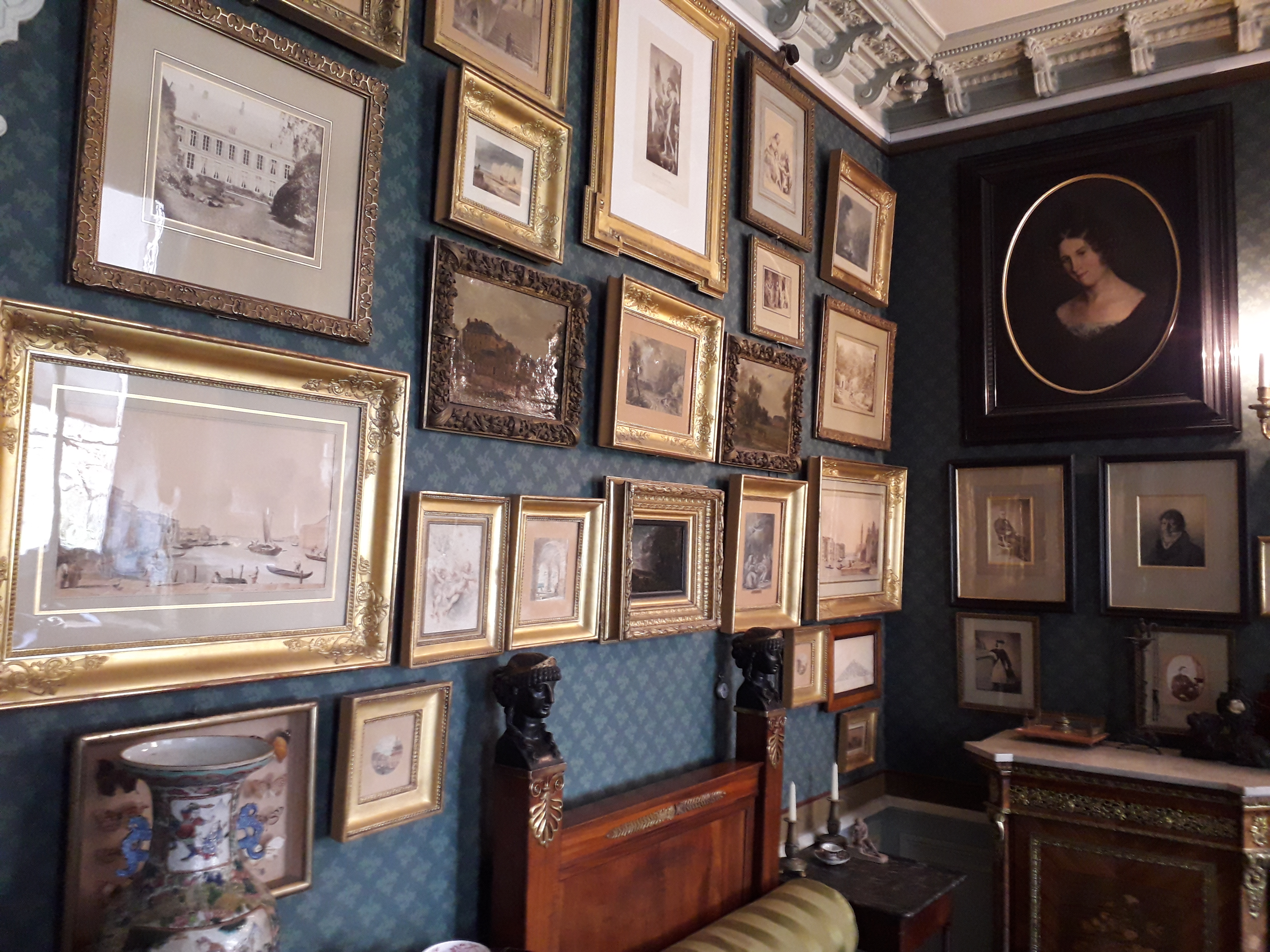
Primer piso, dormitorio, Museo Gustave Moreau.
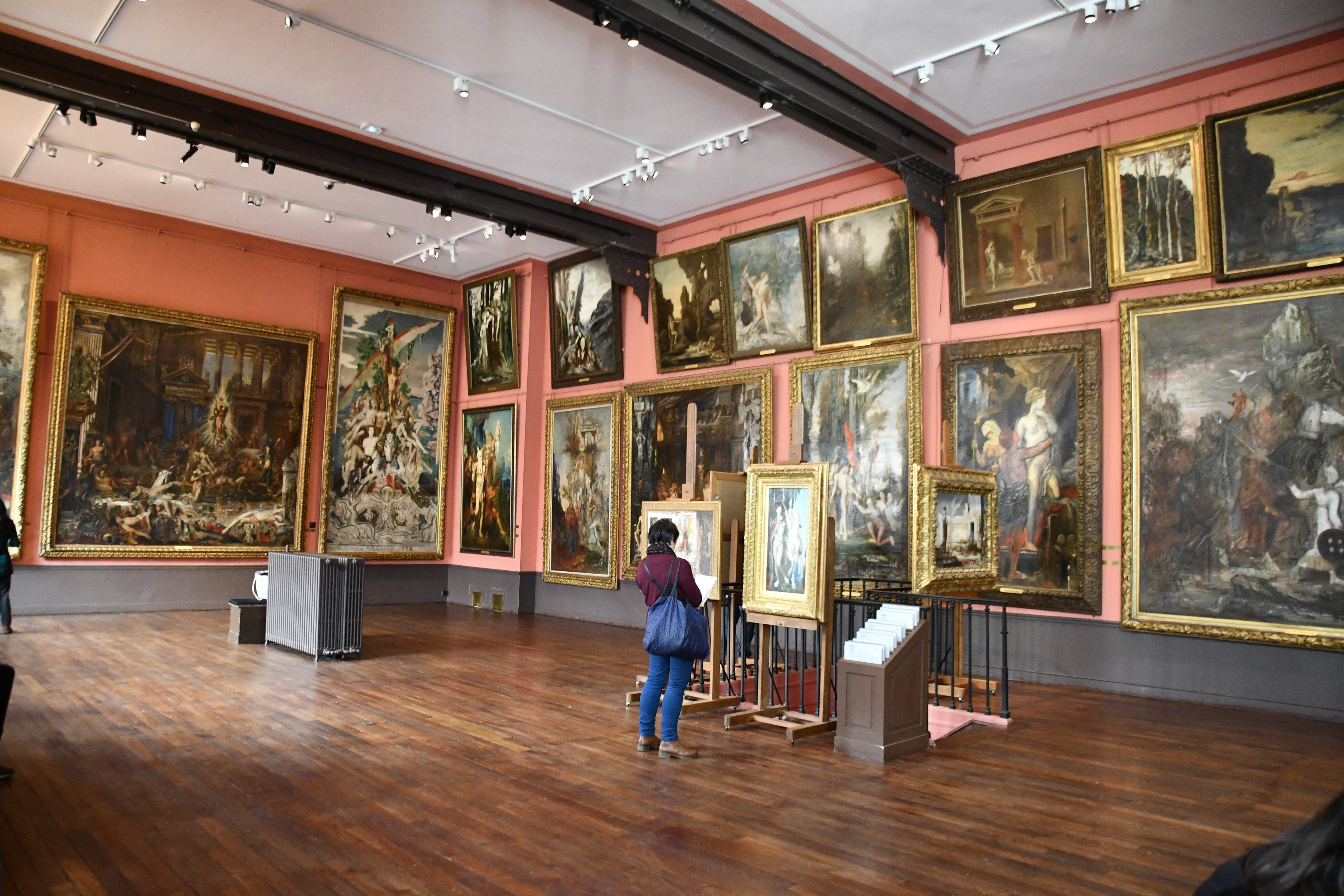
Segundo piso, salón. Museo Gustave Moreau.
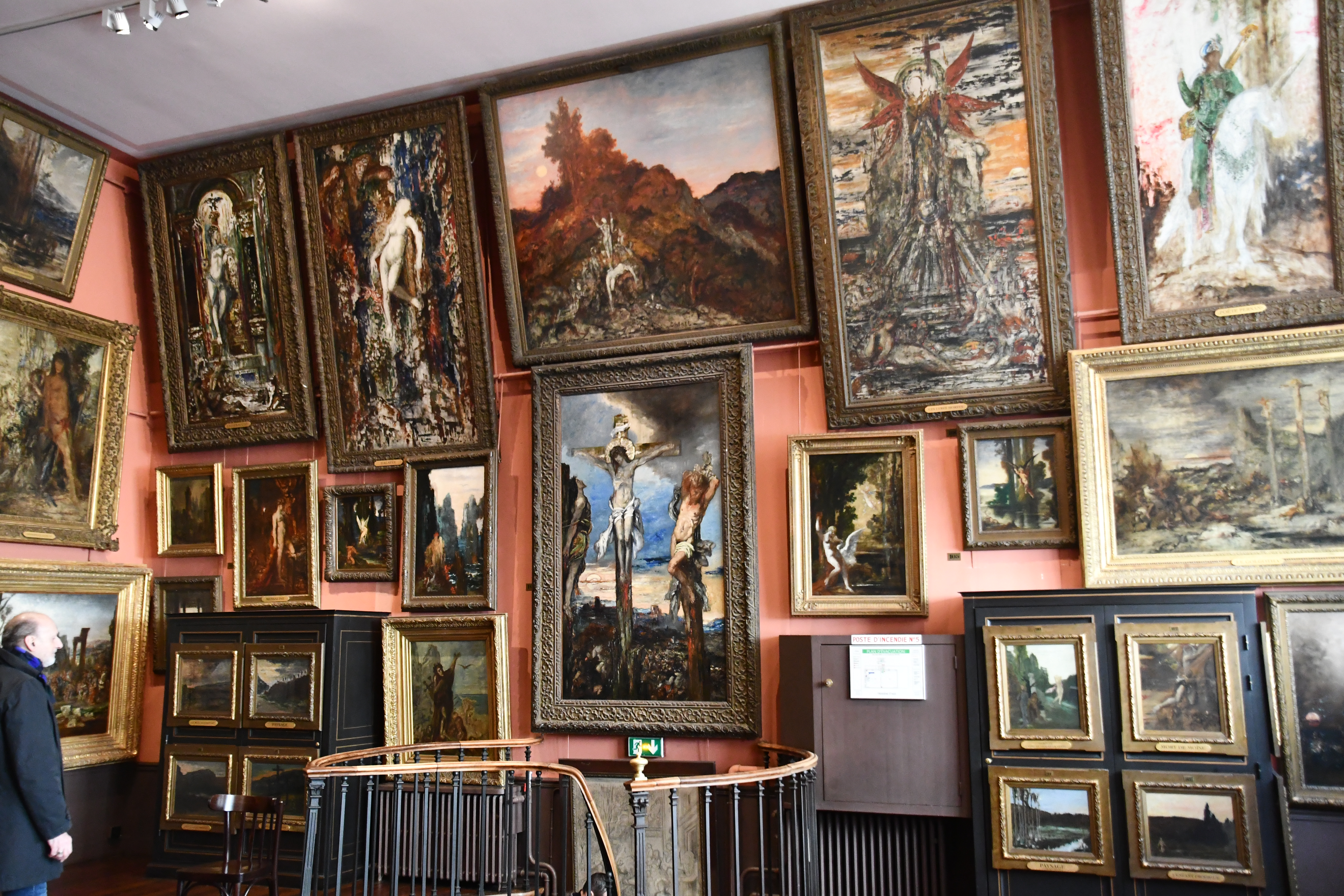
Tercer piso, primera sala, Museo Gustave Moreau.

## Los Amigos del Museo Gustave Moreau
La asociación Los Amigos del Museo Gustave Moreau, fue fundada en 1990 por la iniciativa de Antoinette Seillière. Tiene como objetivo la conservación, la restauración y la puesta en valor de las colecciones del museo y la promoción de la obra del artista.